# تجمع افور (رماة)

تعديل مصدري - تعديل

تجمع افور هو "تجمع بدوي" في عزلة رماة بمديرية رماة التابعة لمحافظة حضرموت، بلغ تعداد سكانها 29 نسمة حسب تعداد اليمن لعام 2004.